# Stjepan Škreblin
Stjepan Škreblin (Pregrada, 10. prosinca 1888. – Zagreb, 19. rujna 1982.), bio je hrvatski matematičar i autor.

## Životopis
Rođen je u Pregradi 1888. godine. Klasičnu gimnaziju je završio u Zagrebu 1908. godine. Diplomirao je matematiku i fiziku na Filozofskom fakultetu Sveučilišta u Zagrebu. 1912. postao je asistent matematičke stolice na zagrebačkom sveučilištu. Od 1913. predaje na Kraljevskoj klasičnoj gornjogradskoj gimnaziji, a od 1915. postaje profesor i na Donjogradskoj Klasičnoj gimnaziji gdje je predavao sve do 1941. godine. Od 1920. predaje matematiku i na Višoj pedagoškoj školi u Zagrebu. 
Predavao je mnogim generacijama učenika i studenata, među kojima je bio i akademik Vladimir Devidé. Svojim stručno-pedagoškim člancima značajno je pridonio unapređenju nastave matematike i fizike. Od početka izlaženja "Matematičko-fizičkog lista" do 1956. bio je tehnički, a zatim od 1956. do 1975. glavni urednik. 
Škreblin je bio jedan od najplodnijih autora izvornih matematičkih udžbenika te najistaknutiji metodičar matematike za srednje škole u bivšoj Jugoslaviji.[nedostaje izvor] Svoje izvrsno poznavanje komparativne literature (ponajviše njemačke i francuske) primijenio je u koncipiranju novih udžbenika, koje je krasilo grafičko predočavanje, tijesno povezivanje pojedinih teorema i svestrano razmatranje zadataka koje je širilo matematičke vidike i produbljivalo matematičku pismenost.  Njegovi udžbenici su doživjeli više od 150 izdanja, a neki su bili prevedeni na talijanski i makedonski jezik. Dobitnik je najviše nagrade "Ivan Filipović" za svoj nastavnički angažman te nagrade "Davorin Trstenjak" za životno djelo.
U povodu 1000. obljetnice krunidbe kralja Tomislava 1925. godine izdano je u Hrvatskoj reprezentativno djelo "Znameniti i zaslužni Hrvati". Iako je tada bio još vrlo mlad (imao je 37 godina), u njoj je zasluženo svoje mjesto dobio i profesor Stjepan Škreblin.
Doživio je duboku starost i umro 1982. u Zagrebu.

## Vanjske poveznice
- Članak akademika Vladimira Devidéa o profesoru Stjepanu Škreblinu
- Vladimir Devidé: Sjećanje na profesora Stjepana Škreblina  Arhivirana inačica izvorne stranice od 18. travnja 2016. (Wayback Machine)
- I. Vuković, A. Valent, Ž. Hanjš: Prilog istraživanju bio-bibliografije Stjepana Škreblina, Prirodoslovlje 1-2/2017, str. 3-26  Arhivirana inačica izvorne stranice od 27. veljače 2019. (Wayback Machine)